# زولتان مادیار
زولتان مادیار (به مجاری: Magyar Zoltán) ژیمناست زادهٔ ۱۳ دسامبر ۱۹۵۳ میلادی اهل کشور مجارستان است.